# Cordia brasiliensis
Cordia brasiliensis là loài thực vật có hoa trong họ Mồ hôi. Loài này được (I.M.Johnst.) Gottschling & J.S.Mill. mô tả khoa học đầu tiên năm 2006.